# Историја Балканског полуострва
Балкан је географски регион и полуострво на југоистоку Европе, окружено Јадранским, Јонским, Средоземним, Егејским, Мраморним и Црним морем. На Балкану се налазе главни путеви између Европе и Блиског истока, па су током историје Балкана туда током историје пролазили разни народи и на балканским земаља су се формирала разна царства.

## Праисторија
Територија Балканског полуострва била је настањена од прадавних времена. Научници сматрају да су земље западне и средње Европе биле насељене већ у првом одсеку плеистоцена (дилувиј, ледено доба), а да се у областима Балканског полуострва човек појављује у периоду последње глацијације (алпска глацијација - Вирм). У то доба хладне климе пре 40000 година, вечити лед спуштао се до 1500 метара надморске висине.
Прве људске заједнице тада су живеле у пећинама. На основу изучавања пећина, нарочито пећине под Јерининим брдом у селу Градац и Рисоваче на Венчацу може се изградити извесна слика њиховог живота. Биле су то људске заједнице од 10-15 чланова, од једне до три биолошке породице, а њихово привређивање било је углавном сакупљање плодова и лов. Тај човек, већ хомо сапиенс, обрађивао је камен и кости и на тај начин правио оруђе и оружје. У прво време ловио је крупне биљоједе (џиновске јелене, дивље коње, говеда), а у измењеним климатским условима (завладавања предарктичке климе) и мамуте, носороге, лавове и хијене. Услед великог захлађења (вирмска глацијација, Њурм 3) око 25000 година п. н. е. дошло је до напуштања пећина и престанка људског живота. Тиме се завршава прво поглавље историје људских заједница на територији Србије.
Нова етапа почиње са променом климе, крајем леденог доба (нова геолошка епоха - холоцен). На основу испитивања археолошких налазишта у Ђердапу утврђено је да се тамо развила једна од најсложенијих култура праисторије, која се према једном великом дунавском виру, назива култура Лепенског вира (7000-5500 година п. н. е.). Најстарији људи ове културе живели су већ у насељима, а у заједницама од две до четири биолошке породице. Касније, са прираштајем становништва, градили су насеобине по утврђеном обрасцу. Сахрањивање је било ван насеља, а долази и до усавршавања израде алата и оружја. Бројни налази упућују на постојање приватног власништва, друштвене хијерархије, религије, уметности, а у сфери производње остали су на традиционалним изворима хране и никада нису постали ни земљорадници ни сточари.
Људске заједнице из старијег каменог доба (палеолита) на тлу Србије развиле су културе млађег каменог доба (неолита) које уз ловачко-сакупљачку економику развијају и земљорадњу и сточарство. Томе је свакако погодовала и топлија клима. Неолитска култура на простору и северно и јужно од Саве и Дунава развијала се од 5300 до 3200 година п. н. е. а најзначајнија налазишта су Старчево и Винча. На основу археолошких ископавања може се претпоставити да су ове људске заједнице подизале куће једну поред друге, облепљене блатом, измешаним са плевом. Подови су били од набијене земље, а кровови од прућа и сламе. Домаћинства су поседовала разноврсно посуђе.

### Неолит
Из овог периода налази се само мали део археолошких налаза, који су пронађени током ископавања многобројних неолитских налазишта. Они показују напредак у изради предмета од камена, кости и печене земље. Облици посуђа, направљени за практичну употребу или за култне (религиозне) сврхе, као и људска и животињска пластика, одражавају и свакодневни и духовни живот ових људи.
Основно привређивање било је земљорадња и сточарство, што је нов квалитет у односу на ранији начин живота номада и ловаца. Рани неолит у Србији понајвише познајемо захваљујући ископавањима у Старчеву (старчевачка култура). Ближе антрополошко одређење носилаца ове културе наука још није објаснила. Људи раног неолита правили су куће квадратно-трапезоидних основа од дрвене арматуре, облепљене блатом и плевом. Куће су вероватно биле груписане унутар породица. Пронађени хамбари (укопани у земљу) са угљенисаним јечмом и пшеницом указују да се ради о ратарима, а кости домаћих животиња о сточарству. Остаци дивљих животиња пронађени у кућама или поред њих указују да су се људи раног неолита бавили и ловом. Велики број шила, спатула, харпуна и удица указује на бављење риболовом, тим пре што су се насеља налазила поред река.
Носиоци старчевачке културе, судећи према остацима њихове материјалне културе, живели су на југу до Македоније, а има доказа њиховог живота и у Босни.
Грнчарија је углавном била бомбастог облика. Судови, пехари и зделе су украшавани барботинирањем, штипањем, превлачењем прстију по свежој превлаци. Пронађено је мно људске и животињске пластике. Животињске фигуре су реалистички направљене, а људске статуете имају изразите облике женског тела што одражава веровање у култ плодности.
Носиоци културе средњег неолита настали су мешањем староседелаца и људских заједница познатих по налазишту Винча (винчанска култура). Њихова боравишта прављена су по старом принципу и од истог материјала. Винчанске куће биле су масивније, састојале су се од два одељења са огњиштима. У кућама се израђивала грнчарија и алатке од камена. Људи су познавали плетење асура од трске и лике, а налази делова ткачког стана указују да су знали и за прераду вуне.
Велики број пронађених остатака материјалне културе сведочи о мајсторству у грнчарији. Судови су заобљени; било их је биконусних профилација, а посебна спретност видљива је при изради здела и печењу. Антропоморфна пластика је добила нове облике; појављују се строго стилизоване статуете са дугим вратовима и лицима која подсећају на маске.
Винчанци позног неолита живели су у породицама, поседовали су стоку (говеда, овце, свиње) које су држали у двориштима. Куће су им биле поређане по редовима, са „улицама“ што упућује на закључак да су села била са „урбанистичким“ решењима.
Њихова грнчарија је раскошнија и украшенија. Преовладавају зделе биконусног и конусног облика. Орнаментика је урезана и честа је примена црвене боје. Људска пластика и даље се бави женом, трудницом и мајком са дететом, али има и фигурина и са наглашеним мушким атрибутима.
Алатке и оружје били су од углачаног камена, а накит од шкољки. Људске заједнице које су створиле старчевачку и винчанску културу биле су подложне сеобама услед унутрашњих разлога, али и спољних. Тако доласком људи из Анадолије и Паноније мења се етно-културна слика и нестају винчанске заједнице а на њиховом простору странци почињу са употребом метала, чиме почиње нова епоха људске историје.

### Бронзано доба
Бронзано доба људске историје у науци се смешта у време од 2000. до 1000. године пре нове ере. Ово име добило је по томе што је за разлику од ранијих периода преовладала употреба метала за производњу оруђа, оружја и накита. На Балканском полуострву бронзано доба се везује и за индоевропеизацију домородачког становништва и стварање етничких група  старобалканских племена: Трачани, Илири, а северно од Саве и Дунава, Дачани и Гети. Под индоевропеизацијом се подразумева продор људи из средње Азије у Европу.
Око 1900. године п. н. е. образују се прва жаришта културе бронзаног доба у Банату (моришка), Срему (винковачка), северозападној Србији (Белотић-Бела Црква), јужном Поморављу (Бубањ-Хум III-Слатина). Људске заједнице бронзаног доба северно и јужно од Саве и Дунава вековима су живеле мирним животом. Он је поремећен око 1425. године п. н. е. продором људи са севера (тзв. култура гробних хумки) који су имали бронзано оружје - мачеве, бодеже, секире. Та померања људи наставила су се и током наредних векова а допрла су чак до Египта. Археолошки налази из периода 1125. до 750. године п. н. е. упућују на закључак да се тада ствара нова култура - гвозденог доба, а долази и до обликовања првих историјски познатих етничких групација и унутрашњости Балканског полуострва: Дарданаца, Трибала, Илира и Трачана. У времену од 1200. до 1000. године п. н. е. на Косову, у Поморављу, Срему, Бачкој и Банату подижу се једнообразна насеља, производи се једнако посуђе, а начин сахрањивања је такође истоветан. Земљорадња је била развијена: сеју се пшеница и јечам, узгајају, понајвише, говеда, свиње и коњи, а знатно мање овце и козе.
Археолошка налазишта бронзаног доба (посебно Бубањ код Ниша) показују да су се ти људи бавили интензивним сточарством. Карактеристични су њихови судови са две дршке и сиромашном орнаментиком. Техника израде упућује на старе традиције. Налазиште Глождар код Параћина је најважније за тзв. параћинску групу. Познато је искључиво из гробаља - некропола. Покојници су спаљивани, а спаљени остаци стављани су у урне са низом других предмета, најчешће са накитом.
Ватинска група (по налазишту Ватин код Вршца) блиска је дубовачко-жутобрдској (налазиште Дубовац код Ковина и Жуто Брдо у селу Винци код Голупца) групи и ове две групе представљају културу средњег бронзаног доба. Грнчарија овог порекла има несумњиву естетску вредност, а посебно судови у облику животињских фигура.
Вотивна колица из Дупљаје су значајан култни предмет. На колицима која вуку барске птице приказана је стојећа људска фигура. Ради се о мушкој фигури обученој у женске хаљине. У науци се ова колица повезују са митом о делфијском Аполону, који борави шест месеци у земљи Хиперборејаца, а шест у Делфима.

### Гвоздено доба
Гвоздено доба обухвата период од хиљаду година - од 1000. године п. н. е. до 1. века нове ере. Оно је у науци и добило име по томе што у овом периоду гвожђе улази у сталну употребу за израду оружја, алата и других предмета. Његова карактеристика јесте и у појачаним кретањима становништва. То је време „људи с мачевима“ и доба честих сукоба, уништавања, али и уобличавања племена. Гвоздено доба је последњи период праисторије, но захваљујући грчким и римским писцима ми знамо и имена појединих племена на Балканском полуострву. Масовна примена гвожђа није проузроковала веће потресе у културном развоју људи на нашем тлу. Промене су наступиле са продором племена са Кавказа и јужне Русије. Тај продор у науци се везује за име Трако-Кимераца (800-700. године п. н. е.), а касније за Ските (600-500. године п. н. е.). Стапањем староседелаца са дошљацима и повратницима. у дужем временском периоду дошло је до стварања племена.
Насеља ових људи обично су грађена на узвишењима погодним за утврђења и одбрану. Та места у народу се и данас називају градине. Сахрањивање је било у родовским тумулима са мноштвом оружја, накита и керамике. Захваљујући испитивању тумула може се закључити да је унутар племена дошло до раслојавања и, вероватно, постојања племенских вођа. Поједини тумули не издвајају се само по месту и величини, него и по предметима у њима. Они су били пуни домаћег, али и увезеног оружја, а такође и осталих предмета од злата и сребра. Једно од наших најзначајнијих налазишта из овог доба јесте велика некропола са више хиљада тумула на Гласинцу (централна Босна). Ова гласиначка група била је развијена и у Херцеговини, Метохији и северној Албанији.
Налази из тумула сведоче и о развијеној трговини са Грцима. Путеви су водили преко Македоније, а после грчке колонизације и са источне јадранске обале. Овом колонизацијом почиње и општи хеленистички утицај на старобалканска племена који је заустављен доласком Келта почетком 3. века п. н. е.
Етничка припадност културних група на Балканском полуострву може се утврдити на основу остатака њихове материјалне културе и података грчких и римских писаца. У западним деловима Балкана живели су Илири и њима се може приписати гласиначка култура, а источно од река Искера и Струме били су Трачани. Између њих су били Трибали и Дардани које антички писци поистовећују са Трачанима и Илирима.
Фибуле, украсне, а и функционалне игле биле су много у употреби у гвоздено доба. Најстарије су имале лучни облик са две петље и са ногом у облику троугла, трапеза „беотског штита“ или круга. И касније се такође појављују лучни облици са звездастим украсима, стилизованим змијским главама и др.
Гвоздено доба на тлу Србије везано је за долазак Трако-Кимераца из кавкаско-понтских области око 725. године п. н. е. Они су донели низ нових културних добара као што су оружје и накит направљени од гвожђа. У следећих 200 година стабилизована је култура гвозденог доба и извршена су јасна разграничења између етничких група.

## Антика
Временом је успостављена жива размена добара између етно-културних група, које се почињу економски раслојавати. Најбољи доказ су археолошка налазишта са луксузним предметима произведеним у Грчкој. Богата налазишта сведоче и о хеленизацији Трибала и Дарданаца. Но никако се не може говорити о њиховом ишчезавању, јер у наступајућим вековима они су водили праве ратове против македонских краљева. У периоду од 300. до 100. године п. н. е. Дарданци су, према историјским изворима, сачували своју индивидуалност и самосвест, а изванредних доказа за то има чак и у 3. веку н. е.
Млађе гвоздено доба на тлу Србије обележено је доласком Келта и продорима хеленистичке цивилизације. Келтски изасланици сусрели су се са Александром Великим на Дунаву 335. године п. н. е. а после Александрове смрти прешли су Саву и Дунав. Њихова пустошења по Дарданији, Македонији и средњој Грчкој заустављена су грчком победом код Делфа 279. године п. н. е. По повлачењу, а у даљим деценијама Келти су покорили Трибале, заузели су део аутаријатске територије и заједно с њима образовали моћно племе Скордиска. Они су први на тлу Београда саградили утврђено насеље.
Почетком нове ере Римска војска је заузели све земље Балканског полуострва, покорила и Дарданце и Скордиске, али њихову културу нису уништили. Скоро три стотине година старобалканска племена, иако под римском влашћу, живела су аутохтоно, негујући традиционалну културу, а тек потом интегришу се у политичку и културну историју Римске Империје.

### Римски период
Продор Римљана на Балканско полуострво почео је крајем 3. века п. н. е. У римско-илирским и римско-македонским ратовима биле су покорене Илирија и Македонија. Први илирски рат (229-228. године п. н. е.) успешно је вођен против краљице Теуте и илирских гусара на Јадранском и Јонском мору. Римски протекторат над више илирских вазала није био довољно јак, те су Илири обновили гусарење што је изазвало нови рат 219. године п. н. е. Овај победоносни рат Римљани нису успели да искористе у правом смислу те речи, јер су били заузети ратом са Ханибалом. Тек, знатно касније у трећем рату 168. године п. н. е. против илирског краља Гентија успели су коначно да победе Илире и наметну им власт и данак.
Покоравање Македоније такође је текло кроз три рата (215-205. године п. н. е. 200-197. године п. н. е. и трећи 171—168. године п. н. е.) Македонија је коначно постала римска провинција 148. године п. н. е. Даљи римски продори вршени су у правцу Дунава и Паноније. На првом правцу препрека су били келтски Скордисци, и Дарданци. Трогодишњи успешни рат против Дарданаца омогућио је Гају Скрибонију Куриону да 73. године п. н. е. буде први Римљанин који је угледао Дунав, дошавши са својом легијом на његове обале.
У време Октавијана (Августа) вршено је покоравање племена у Посавини и Босни. Но, то није ишло лако; следио је тзв. панонски рат 13-9. године п. н. е., а потом је избио масовни устанак панонско-далматинских племена од 6-9. године н. е. Највећу снагу устаницима су давали сремски Бреуци и Десидијати с горњег тока Босне на челу којих су били два Батона. Августов наследник Тиберије успео је да скрши устанак и наметне власт племенима од Дунава до Јадрана.
Са територија средњег Балкана Римљани су почели да долазе у додир са Германима (Домицијанови ратови против Маркомана и Квада), Сарамтима и Дачанима. Император Трајан је предузео два успешна похода на Дакију (101-102: 105-107. године н. е.) и претворио је у провинцију. Овим походима претходили су замашни грађевински радови. Прво је просечен пут кроз Ђердап 100. године, а следеће је прокопан канал код Сипа да би се омогућила слободна пловидба Дунавом. Чувени Трајанов мост код Костолца изграђен је 105. године. За време императора Трајана Римско царство имало је највећи опсег.
На Балканском полуострву Римљани су организовали велике провинције: Далмацију (обухватало је јадранско приморје и данашњу БиХ), Панонију, Горњу Мезију (територија данашње Србије) и Македонију. Главни ослонац римске власти била је војска. У поменутим провинцијама стално су биле стациониране две легије - IV Флавиа у Сингидунуму (Београду) и VII Клаудиа у Виминацијуму (Костолцу). Војнички логори на граници (лимесу) постали су тачке око којих су временом никли градови, а рудници, бање и изузетно плодна земља у унутрашњости били су такође језгра настанка градских насеља. Ови градови имали су доста заједничких урбанистичких елемената: форум, две главне улице које су се секле под правим углом, јавне грађевине (базилика, храмови), стамбене и трговачке делове, купатила (терме), бедеме око града и гробља. Градови су били повезани путевима из привредних али и војничких разлога. Иначе, у целом Римском царству саобраћај је био добро организован.
У римској административној подели највећи део данашње Србије припадао је провинцији која се звала Горња Мезија. Ова провинција послужила је као плацдарм императору Трајану да са војском пређе Дунав код Рама и Текије, покори Дачане и формира провинцију Дакију. Тада на крају 1. века н. е. Римско царство имало је највеће пространство. Истовремено, то је и време када се оснивају нови и јачају стари градови у Мезији и Панонији. Дунавски градови постали су важни одбрамбени пунктови када су се Римљани повукли из Дакије (око 272. године н. е.) и утврдили на десној обали Дунава. Без обзира на организованост Римљана и јачину њихове границе (лимеса) варварска племена непрестано су нападала граничне провинције што је перманентно слабило Царство.
У балканским провинцијама Римљани су посебну пажњу поклањали рударству, па би се чак могло рећи да је целокупни живот био у знаку те привредне гране. У рудницима су радили робови и ослобођеници, а били су под строгом контролом државне администрације. Домородачко становништво живело је традиционалним животом сточара и ратара. Његова романизација (поримљавање) била је спора, али су целокупним интегрисањем у римско друштво постојано су се губиле етничке карактеристике. На плану религије владало је велико шаренило. Староседелачка многобожачка религија била је на удару римске и грчке религије, али и разних веровања која су ширили дошљаци са Истока. Одмах по оснивању проширило се и хришћанство.
Напади варвара на северну римску границу постали су, у дугом низу година, редовна појава. Стога су дунавски лимес, а и његово залеђе, почели да играју необично важну улогу. То се огледало у томе што су снажне легије, са овог дела Царства, своје заповеднике извикивале за цареве. Варварски притисак био је толики да је император Аурелијан (270—275) био принуђен да римску војску повуче из Дакије. Од тог момента почиње осипање Римске Империје. Император Диоклецијан (285—305) увео је систем заједничке владе четворице царева на основу кога се један од четворице морао стално налазити близу лимеса. Захваљујући томе град Сирмијум је стварно постао једна од престоница. Гамзиград у горњој Мезији (источна Србија) вероватно је настао из истих разлога. Саграђен је почетком 4. века као владарска резиденција Диоклецијановог савладара Галерија. На исти начин настао је на месту старог Византа, на Босфору, Константинопољ.
Ратови против балканских народа (Сарата и Гота) слабили су Римско царство и у војном и привредном погледу. Због опадања производње смањена је трговина, а варварски пљачкашки упади уништавали су становништво и пољопривреду. Најтеже последице оставила је најезда Хуна под Атилом 375. године и Гота после њихове победе код Хадријанопоља (Једрена) 378. године. Након тога формирају се нове државе на територији Римског царства. Тешкоће управљања Царством нагнале су цара Теодосија да 395. године изврши његову поделу на Западно (средиште Рим) и Источно (Константинопољ) царство. Крајњи, историјски исход био је пад Западног царства 476. године.
Римска владавина и цивилизација на Балканском полуострву, посебно на територији на којој ће се касније формирано Српско царство, оставила је дубоки траг. О томе сведоче остаци материјалне културе, сачувани до данас, или откривени археолошким ископавањима. Фотографије које се објављују у овом поглављу само су мали део тог блага, али довољно упечатљиве да се може замислити изглед и живот тог света.

## Средњи век
После поделе Римског царства 395. године н. е. на Западно и Источно (Византија) ово друго је наследило непрестане борбе са балканским народима на Дунаву. У време Јустинијана (527—565) дошло је до стабилизације стања, али потом је уследила најезда Авара и Словена чија су пустошења заустављена тек њиховим поразом под Цариградом 626. године.

### Досељавање Словена
Словени су у масовно освојили Балкан у 5. веку. У тој словенској маси највећу групацију су чинили Срби. По византијском извору њима је цар Ираклије (610—641) дозволио да се изграде своја насеља око Солуна што су они и учинили, али су се касније повукли на север. Захваљујући такође истом византијском извору знамо да су се први српски кнежеви (архонти) звали Вишеслав, Радослав, Просигој и Властимир.
Најстарија историја Српске државе све до Стефана Немање била је у знаку непрестаних борби, било са Бугарском, било са Византијом, уз истовремену унутрашњу борбу српских кнежева - чланова исте фамилије за превласт. Врховна власт Византије погодовала је и масовној  христијанизацији Срба у другој половини 9. века што је било дело, углавном, ученика Ћирила и Методија. Од треће деценије 12. века Угарска постаје трећа држава која ће утицати на историју Срба.

### Немањићи
У записима о угарско-византијским борбама 1165—1167. године први пут се спомиње име Стефана Немање, који је првих година своје владавине управљао Топлицом, Ибром, Расином и Реком. После сукоба са братом Тихомиром, Немања је постао рашки велики жупан вероватно 1166. године. Немањини покушаји да се осамостали довели су га у сукоб са византијским царем Манојлом I Комнином. Победио је цар; Немања је био заробљен и одведен у Цариград, али био је враћен у Србију где је као вазал остао лојалан цару Манојлу I до његове смрти (1180. године).
У раздобљу од 1180. до 1190. године Немања је офанзивном политиком, користећи се тешкоћама Византије (бугарски устанак, крсташи), успео да обнови и знатно прошири српску државу. На југу је успео да ослободи Метохију и Косово. Даље проширење дошло је припајањем нишке области, Дубочице, Врања, Биничке Мораве, земаља источно од Јужне Мораве и Реке. У исти ред пада и присаједињење области између Западне и Велике Мораве (Левач, Белица, Лепеница). На западу Немања је освојио Дукљу са приморским градовима (Улцињ, Бар, Котор) коју је на управу предао сину Вукану. Покушаји Немање и његове браће Мирослава и Страцимира да освоје Дубровник нису уродили плодом. Тако је Немања успоставио и учврстио своју власт на територији од Котора до Софије са центром у Расу где су столовали српски епископи Јевтимије и Калиник. Током своје владавине Немања је издашно помагао свештенство, а иза себе оставио је велике задужбине. Он је имао троје дјеце: Вукана, Стефана и Растка. Вукан и Стефан су се посвађали око власти. Растко је међутим у својој 17. години отишао у Свету гору, замонашио се и узео монашко име Сава.